# Ваама
Ваама (Waama, Yoabou, Yoabu) — язык семьи гур, на котором говорят в зонах Котону и Параку; в 20 деревнях коммуны Пехонко; в коммунах Муанде, Натингу, Тукунтуна департамента Атакора в Бенине. Есть диалекты ваама и тангамма. Кроме родного, носители ваама также используют французский, баатонум, дитаммари и натени языки.
| Алфавит ваама | Алфавит ваама | Алфавит ваама | Алфавит ваама | Алфавит ваама | Алфавит ваама | Алфавит ваама | Алфавит ваама | Алфавит ваама | Алфавит ваама | Алфавит ваама | Алфавит ваама | Алфавит ваама | Алфавит ваама | Алфавит ваама | Алфавит ваама | Алфавит ваама | Алфавит ваама | Алфавит ваама | Алфавит ваама | Алфавит ваама | Алфавит ваама |
| ------------- | ------------- | ------------- | ------------- | ------------- | ------------- | ------------- | ------------- | ------------- | ------------- | ------------- | ------------- | ------------- | ------------- | ------------- | ------------- | ------------- | ------------- | ------------- | ------------- | ------------- | ------------- |
| A             | B             | C             | D             | E             | Ɛ             | F             | I             | K             | Kp            | M             | N             | Ŋ             | O             | Ɔ             | P             | R             | S             | T             | U             | W             | Y             |
| a             | b             | c             | d             | e             | ɛ             | f             | i             | k             | kp            | m             | n             | ŋ             | o             | ɔ             | p             | r             | s             | t             | u             | w             | y             |